# Сафониха (Тверская область)
Сафониха  — деревня в Торжокском районе Тверской области. Входит в состав Грузинского сельского поселения.

## География
Находится в центральной части Тверской области на расстоянии приблизительно 7 км на юго-восток по прямой от районного центра города Торжок.

## История
Деревня была отмечена еще на карте 1825 года. В 1859 году здесь (деревня Новоторжского уезда Тверской губернии) было учтено 14 дворов, в 1941 — 18.

## Население
Численность населения: 95 человек (1859 год), 3 (русские 100 %) в 2002 году, 18 в 2010.